# داماسو ألونسو
داماسو ألونسو فيرنانديث دي لاس ريدونداس (بالإسبانية: Dámaso Alonso)‏  شاعر وعالم لغة ولد في مدريد في 22 أكتوبر 1898. وعرف عالميا بأنه ناقد أدبي إسباني وذلك بسبب دراساته الأسلوبية. وكان عضوا في الأكاديمية الملكية للتاريخ وحائزاً على جائزة ميغيل دي ثيربانتس عام 1978. وتوفي في 25 يناير عام 1990.

## السيرة الذاتية
ولد داماسو ألونسو في مدريد، ولكنه قضى طفولته في لا فيلجيرا بمنطقة أستورياس. درس في مدرسة اليسوعيون تشامارتن. يعتبر واحدا من شعراء جيل 27. وهو يدخل أيضا ضمن كتاب الجيل الأول لفترة ما بعد الحرب الاهلية. تخرج في كلية الحقوق والفلسفة والاداب. تشكل علي يد المؤرخ رامون مننديث بيدال في مركز الدراسات التاريخية وكان له دورا فعالا في الانشطة التي كان يقيمها البرتو خيمينيث فراود في محل اقامة الطلاب بمدريد.
و هناك تعرف على فيديريكو غارثيا لوركا ولويس بونويل وبيبين بيللو وسلفادور دالي وخلال عطلته الصيفيه 1917 في مقاطعة لاس نافاس ديل ماركيس تعرف على بيثنتي أليكساندري والذي أصبح بعد ذلك صديقه المقرب ومن ثم ادخله في عالم الشعر من خلال التنزه بين اشجار الصنوبر الموجودة في هذه المقاطعة رائعة الجمال وأيضا عاصروا سويا فترة حكم فرانسيسكو فرانكو لاسبانيا.
كتب داماسو ألونسو في مجلة الغرب Revista De Occidente ومجلة الرياح الاربعة Los Cuatro Vientos , واعاد شرح المرحلة الثانية من شعر لويس دي جونجورا من خلال دراسته الاسلوبيه له. قام بعمل طبعة نقدية لعمل جونجورا الشعري «الخلوات» 1927 مصحوبة بإعادة صوغ بهدف شرح العمل وفيما بعد قام بعمل طبعات لأعمال أخرى مثل «لغة جونجورا الشعرية» 1950 و «دراسات وتحليلات جونجرونية» 1955 ودراسات حول جونجورا وهذه الكتابات تحولت إلى مراجع كلاسيكية لدارسي جونجورا. عمل كمدرس في جامعة أوكسفورد لمدة عامين، ومنذ عام 1933 عمل كاستاذ لغة وادب إسباني في جامعة بلنسية وبرلين وكامبريدج. وعمل كرئيس لمجلة فقه اللغة الإسبانية.
عقب الحرب الاهلية الإسبانية حصل على درجة الاستاذية في فقه اللغة في جامعة مدريد حيث علم الكثير من الطلاب واهمهم فيرناندو لاثارو كاريتير. وفي 1948 اختير ألونسو كعضوا في الأكاديمية الملكية للتاريخ، وأيضا اختير كعضوا شرفيا للاكاديمية المكسيكية للغة في 29 من يونية 1973 . حصل على جائزة ثرفانتس في 1978 .وصل لمنصب رئيس الأكاديمية الملكية الإسبانية. مات من الانفلوانزا 1990.

## داماسو ألونسو الشاعر
يصنف شعر داماسو ألونسو بما يسمى بالشعر الصافي، متاثرا بخوان رامون خيمينيث وقد ظهر هذا التاثر في عَمَلَيْهِ أشعار صافية وأشعار قصيرة من المدينة 1924. وبعد انتهاء الحرب الأهلية الإسبانية 1939 وفي فترة ما بعد الحرب، نشر ألونسو عمله الأكثر أهمية وهو أبناء الغضب 1944(الطبعة الثانية المنقحة 1946). وهذا العمل أظهر تأثر ألونسو العميق بهذه الحرب، أما من الناحية الأسلوبية نجد أنه استخدم التواز (بديع) كما في المزمور المجود في الكتاب المقدس. وتظهر أيضا فلسفة الوجودية لفترة ما بعد الحرب، فهو استخدمها ليعبر عن رؤية ممزقة وقاتمة للحالة الإنسانية مستخدما أبيات شعرية طويلة ولغة عنيفة والتي كان تحوي الكلمات المبتذلة والسيئة.
أبناء الغضب (إلى جانب ظل الجنة لصديقه بيثنتي أليكساندري) هذا العمل العظيم لداماسو ألونسو كان بمثابة ميلاد لنوع جديد من الشعر وهو ما يسمى بشعر الاستئصال بمعنى استئصال أو نزع حكم فرانثيسكو فرانكو الديكتاتوري من جزوره، في مقابل شعر التأصل وهو النوع الذي يمثل رسوخ وثبات حكم فرانكو، وهذين النوعين يمثلان فترة ما بعد الحرب الاهلية بما فيها من صراع بين من مع فرانكو ومن ضده.
وإلى جانب أبناء الغضب لداماسو ألونسو و ظل الجنة لبيثنتي أليكساندري أيضا هناك الإنسان والله 1955 و الخبر المظلم 1959 وهما عملين من «شعر الاستئصال» ولكن ذو طابع ديني خاص. «الخبر المظلم» هذا العنوان مأخوذ من مقولة لسان خوان دي لا كروث. وضعت الفلسفة الوجودية بصمتها في شعر داماسو ألونسو إلى جانب تاثير جيمس جويس الواضح وذللك لان ألونسو قام بترجمة عمل مهم لهذا الكاتب وهو «صورة الفنان المراهق» 1926 . ومن أعمال داماسو ألونسو الدينية «الشك والحب» 1985 .

## عمله كعالم لغة ومحرر

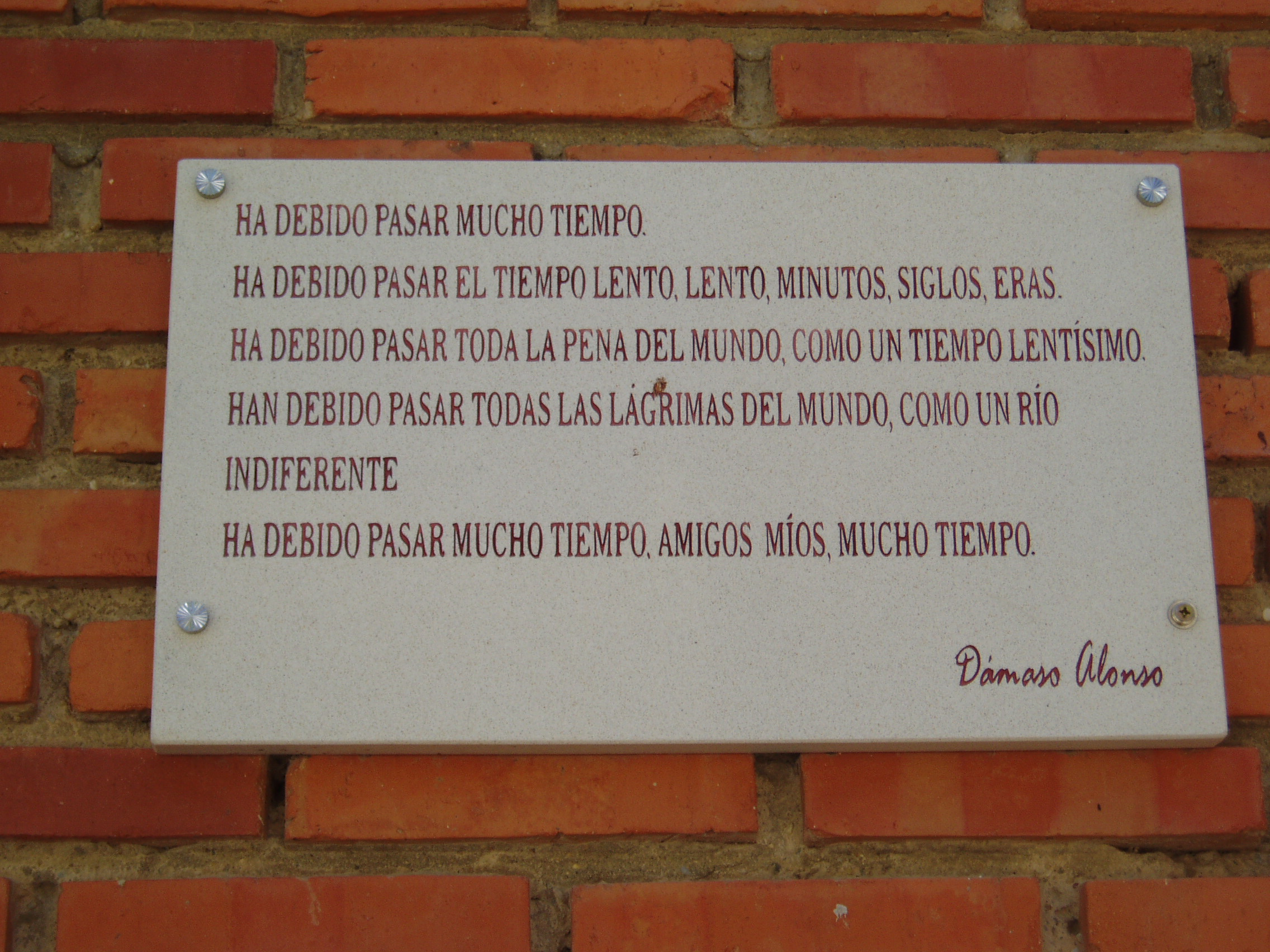
لوحة مكتوب عليها بعض ابيات من شعر داماسو ألونسو

عمل داماسو ألونسو كعالم لغة وكما ذكرنا سابقاً ان تخصصه الذي اشتهر به في هذا المجال هو الاسلوبية والذي تمثل في دراساته الآتية: «شعر سا خوان دي لا كروث» 1942 , «الشعر الأسباني: تحليل الاساليب والحدود الاسلوبية» 1950 , و «دراسة وتحليل لشعر جونجورا» 1955. تم تحرير أعمال داماو الونسو الكاملة في عشرة اجزاء بواسطة دار جريدوس للنشر. اسس المكتبة الإسبانية الرومانية وهي تابعة لدار جريدوس للنشر واحتل منصب رئيسا لمجلة علم اللغة الإسبانية. وبما انه كان مديرا لللأكاديمية الإسبانية الملكية فانه سعى لتوحيد الأكاديميات الأمريكية للغة في عمل واحد، من أجل تجنب أو تأخير تجزئة اللغة الإسبانية. وقد تبرع بمكتبته المتخصصة الواسعة لللأكاديمية الملكية الإسبانية بعد وفاته.

## أعماله

### الشعرية
• أشعار صافية. أشعار صغيرة من المدينة. بناية تور قلات، 1921.
• الرياح وبيت الشعر، نعم، النشرة اللإسبانية الجميلة من الأندلس العالمي، مدريد، 1925.
• أبناء الغضب، مذكرات، مجلة الغرب،1944 . (الطبعة الثانية الموسعة، موسوعة اسباسا كالبي 1946).
• الخبر المظلم  ، ادونايس  ،1944
• الإنسان والله  ، مالقة، ارويو دي لوس انجليس  ،1955.
• ثلاثة سوناتات عن اللغة إسبانية (القشتالية)، دار جريدوس للنشر،1958.
• قصائد مختارة، دار جريدوس للنشر، 1969(يحتوي قصائد ليست موجودة في كتب أخرى).
• متعة النظر. اشعار صافية. اشعار صغيرة من المدينة. اشعار أخرى. موسوعة اسباسا كالبي. 1981.
• مختارات أدبية من عالمنا الوحشي. الشك والحب في الذات العليا.دار كاتدرا للنشر. 1985 .
• البوم. أبيات الشباب. توسكتس 1993 . (تحرير اليخاندرو دوق اموسكو وماريا خيسوس بيلو مع بيثنتي أليكساندري وآخرين.
• نثر وشعر أدبي، مدريد، دار جريدوس للنشر،1993 ، (الأعمال الكاملة، الجزء العاشر).

## روابط خارجية
- داماسو ألونسو على موقع الموسوعة البريطانية (الإنجليزية)